# Galaxie du Sextant A
Sextans A est une galaxie naine irrégulière rapprochée, distante de 1,32 ± 0,04 Mpc (∼4,31 millions d'al) et située dans la constellation du Sextant. Elle a été découverte par l'astronome américano-suisse Fritz Zwicky en 1942.
Sextans A, tout comme Sextans B, fait partie du sous-groupe de galaxies de NGC 3109. Proche des frontières du Groupe local, il est possible que ce sous-groupe n’y soit pas lié gravitationnellement.
La classe de luminosité de Sextans A est V-VI et elle présente une large raie HI. Sa vitesse par rapport au fond diffus cosmologique est de 682 ± 25 km/s.

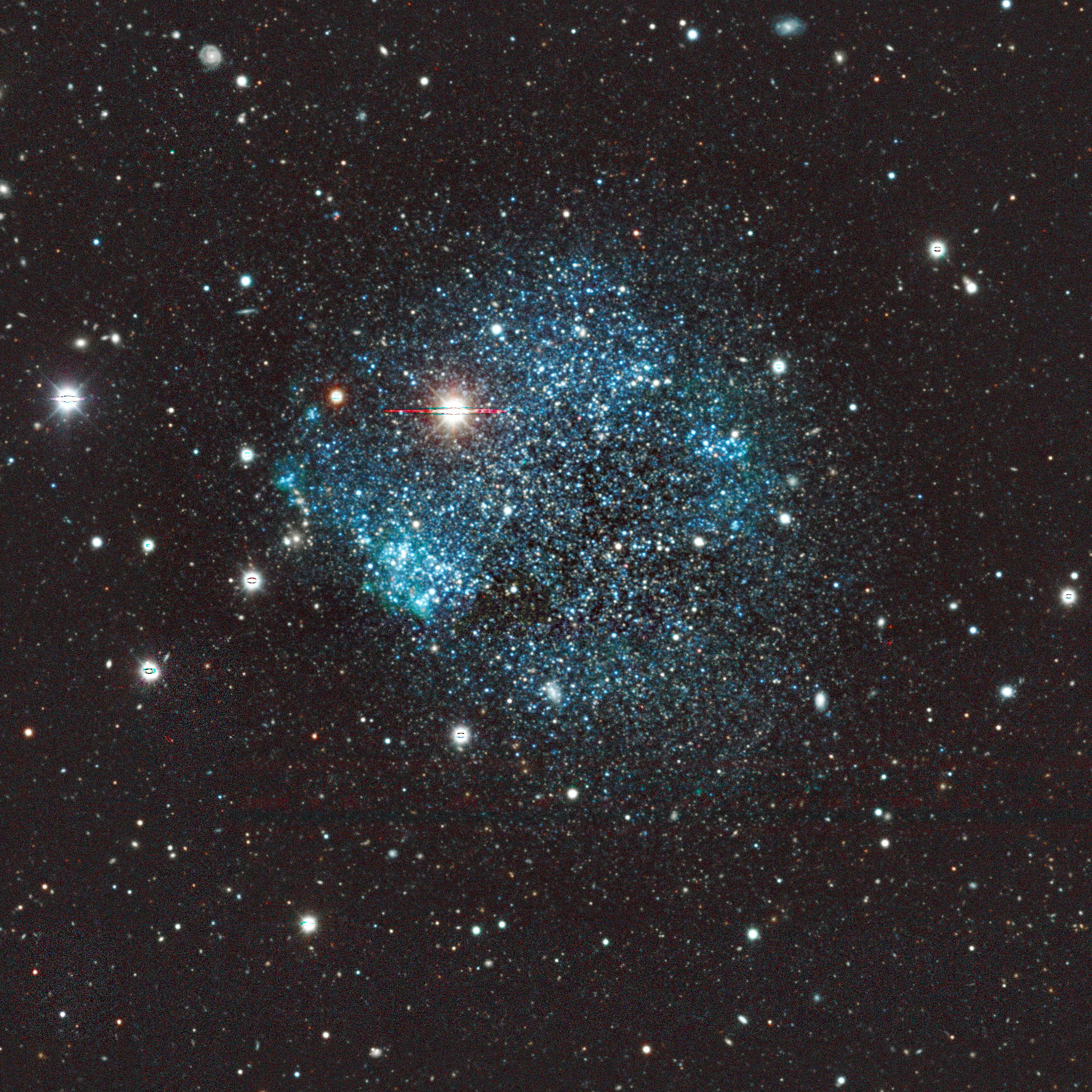
Sextans A par Giuseppe Donatiello (DECam).

À ce jour, 52 mesures non basées sur le décalage vers le rouge (redshift) donnent une distance de 1,428 ± 0,197 Mpc (∼4,66 millions d'al). Étant donné que cette galaxie est rapprochée du Groupe local, ces mesures sont plus fiables que la distance obtenue à partir du décalage vers le rouge.